# ديفيد إم. مالون
ديفيد إم. مالون هو دبلوماسي كندي، ولد في 1954.